# گاه‌شماری ژولینی

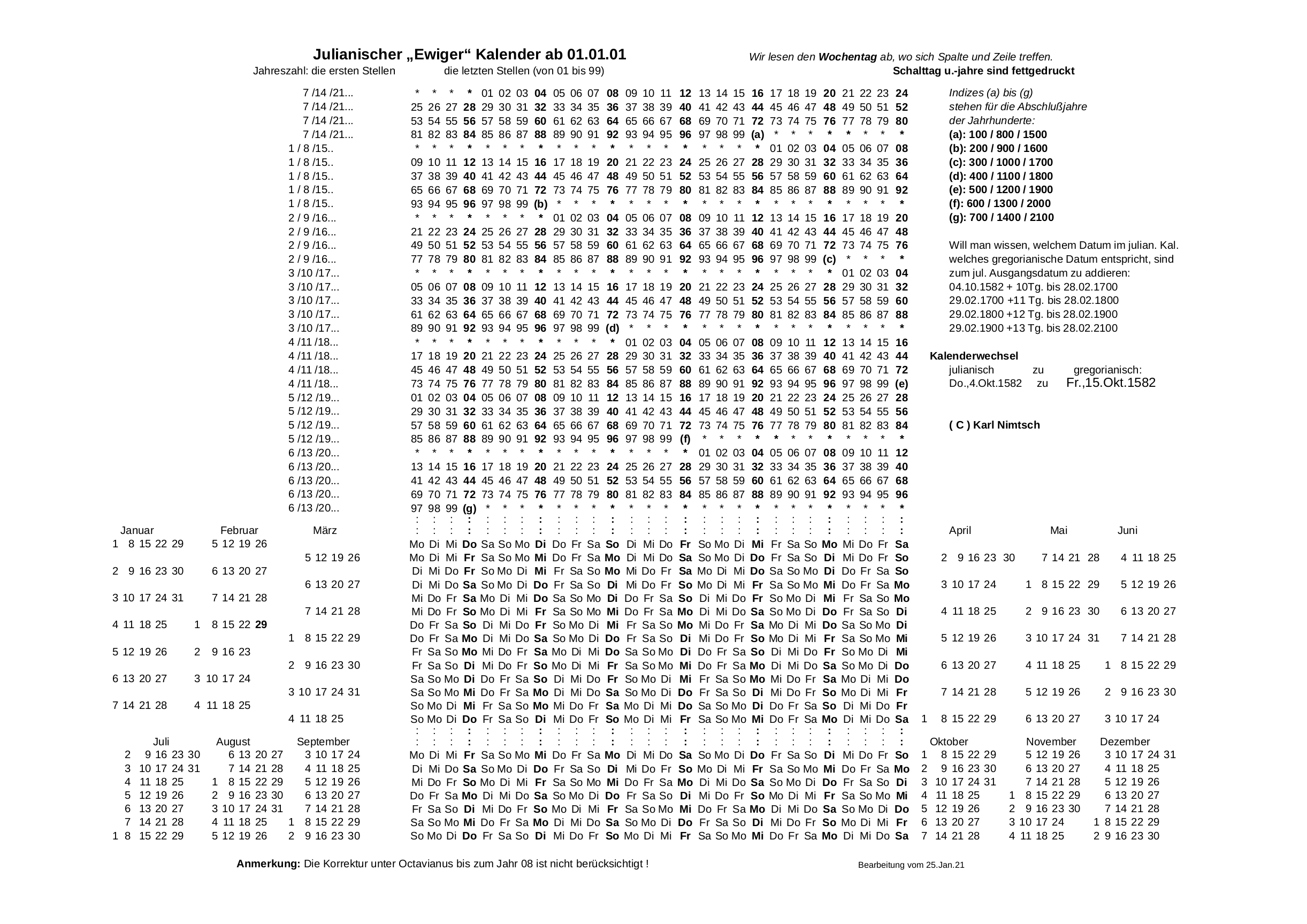
تقویم گاه شمار (ماه نامه) بر اساس تقویم ژولینی

گاه‌شماری ژولین (به فرانسوی: Calendrier julien) یا گاه‌شماری جولیِن یا تقویم جولیِن (به انگلیسی: Julian calendar) یا تقویم یولیانی که در برخی متن‌ها تقویم ژولین، ژولیوسی یا ژولی نیز نوشته شده‌است گونه‌ای تغییریافته از گاه‌شماری رومی است که در سال ۴۶ پیش از میلاد توسط ژولیوس سزار پیشنهاد شده بود و در سال ۴۵ پیش از میلاد توسط سزار آگوستوس (امپراتور روم) با تعدیل تقویم رومی معرفی شد. این طرح با کمک ریاضی‌دانان یونان و اخترشناسان یونانی مانند سوسیگنس اسکندریه (به انگلیسی: Sosigenes of Alexandria) طراحی شده‌است.
ماه‌های آن با میلادی یکسان بوده و با ۲۹ روزه شدن ماه فوریه کبیسه می‌شود.
تقویم جولیانی ۳۶۵ روز بود که برای هر ۴ سال یک روز به روزهای سال اضافه می‌شد. به علت دقیق نبودن کسر سال نسبت به سال اعتدالی هر ۱۲۸ سال یک روز عقب می‌افتاد.
این گاه‌شماری در دوره مسیحی با مبدأ میلادی (به عنوان گاه‌شماری میلادی) پذیرفته شد. کبیسه‌گیری تقویم میلادی در سال ۱۵۸۲ میلادی (با عنوان گاه‌شماری گریگوری یا میلادی جدید) تصحیح شد. در گاه‌شماری میلادی بر پایه ژولینی اعتدال بهاری در سال ۳۲۵ میلادی که شورای عمومی کلسیای شهر نیقه (در شمال غربی ترکیه امروزی) تشکیل شده بود در ۲۱ مارس صورت گرفته بود و در سال ۱۵۸۲ به ۱۱ مارس افتاده بود و ده روز عقب مانده بود که با حذف ده روز از تاریخ و کاهش نسبی کبیسه‌گیری در نتیجه میزان دقت گاه‌شماری میلادی را به یک روز (عقب مانده) در ۳۳۲۰ سال رساند.
تقویم جولیان برای مورخان و نسب شناسان مهم است زیرا بیش از ۱۶ قرن در سراسر جهان و سه قرن پس از آن در نقاط مختلف جهان استفاده می شد. 